# Майбалык (озеро, Астана)
Майбалык (каз. Майбалық — «жирная рыба») — бессточное озеро в Есильском районе Астаны Казахстана Нура-Ишимского междуречья. Находится к юго-востоку от аэропорта Астана. До 2017 года было на территории Целиноградского района Акмолинской области.
Юго-восточный берег обрывистый, высота 3-4 метра, остальные пологие. Дно ровное илистое. В Майбалык впадают 2 периодически действующих водотока — Карасу и Кызылсу, по которым в Майбалык весной поступает основная масса воды. Пересыхает редко. Толщина льда в малоснежные зимы достигает 1,0 метра, в обычные 0,6-0,8 метра. Вода слабо солоноватая, используется для водопоя. На Майбалыке осуществляется лов рыбы (карась). По берегам — полосой 0,3-0,7 км (35 % зеркала) — заросли тростника, который местное население использует на хозяйственные нужды.
На юго-востоке озера находилось село Майбалык (Нурбай).

## Центр отдыха на озере Майбалык
Планируется построить возле озера эко-парк.